# Линевичи (село)
Лине́вичи — село в Уссурийском городском округе Приморского края. Входит в состав Краснояровской территории.

## Этимология
Село названо в честь Николая Петровича Линевича (1838—1908), генерал-адъютанта, командующего войсками Приамурского военного округа, главнокомандующего вооружёнными силами Дальнего Востока.

## География

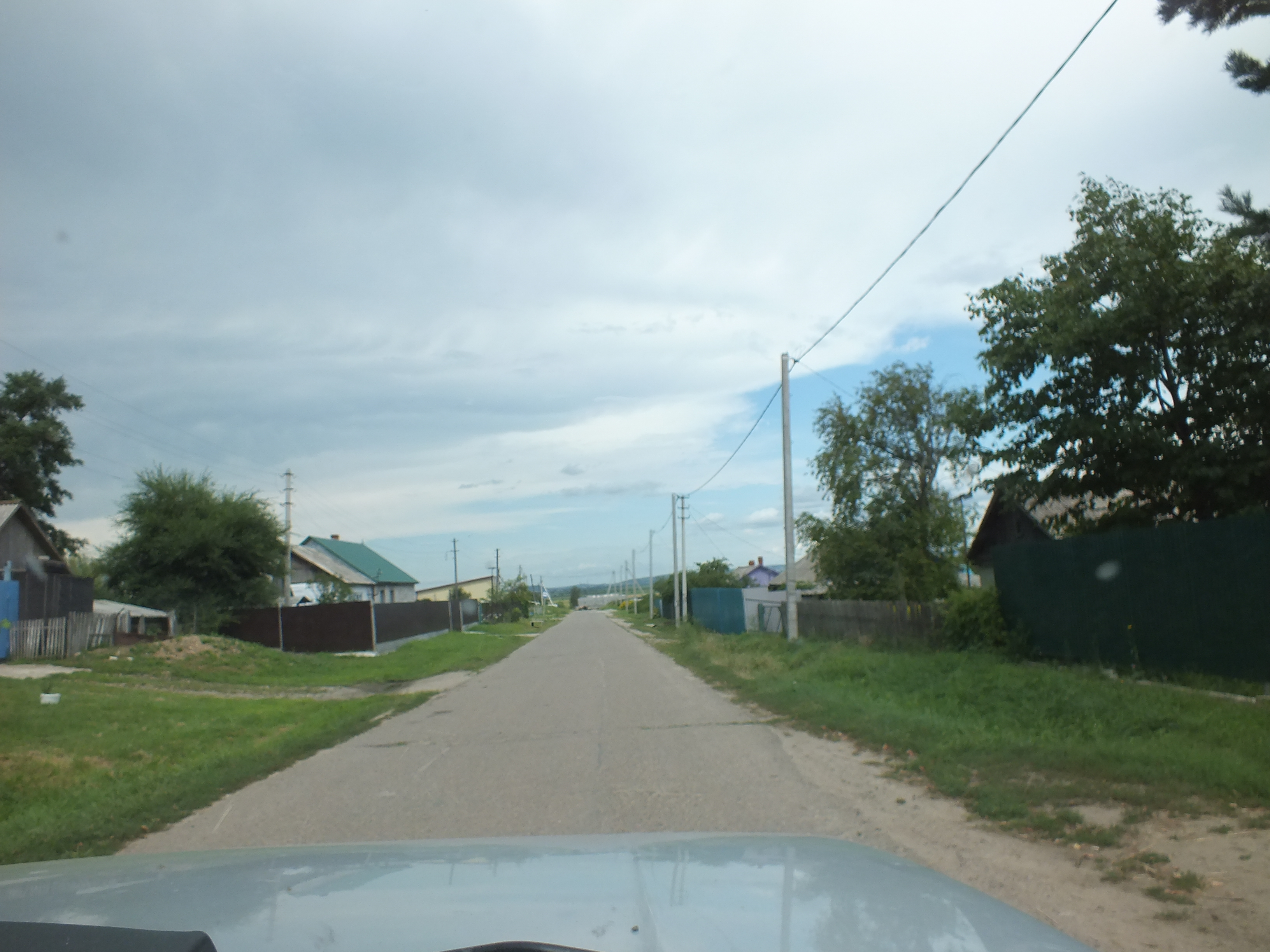
Село Линевичи, Приморский край.

Село Линевичи стоит на правом берегу реки Раздольная.
Дорога к селу Линевичи идёт на запад (вверх по реке) от села Утёсное. Расстояние до Утёсного около 10 км, до Уссурийска около 13 км.
На запад от села Линевичи дорога идёт к селу Кугуки.

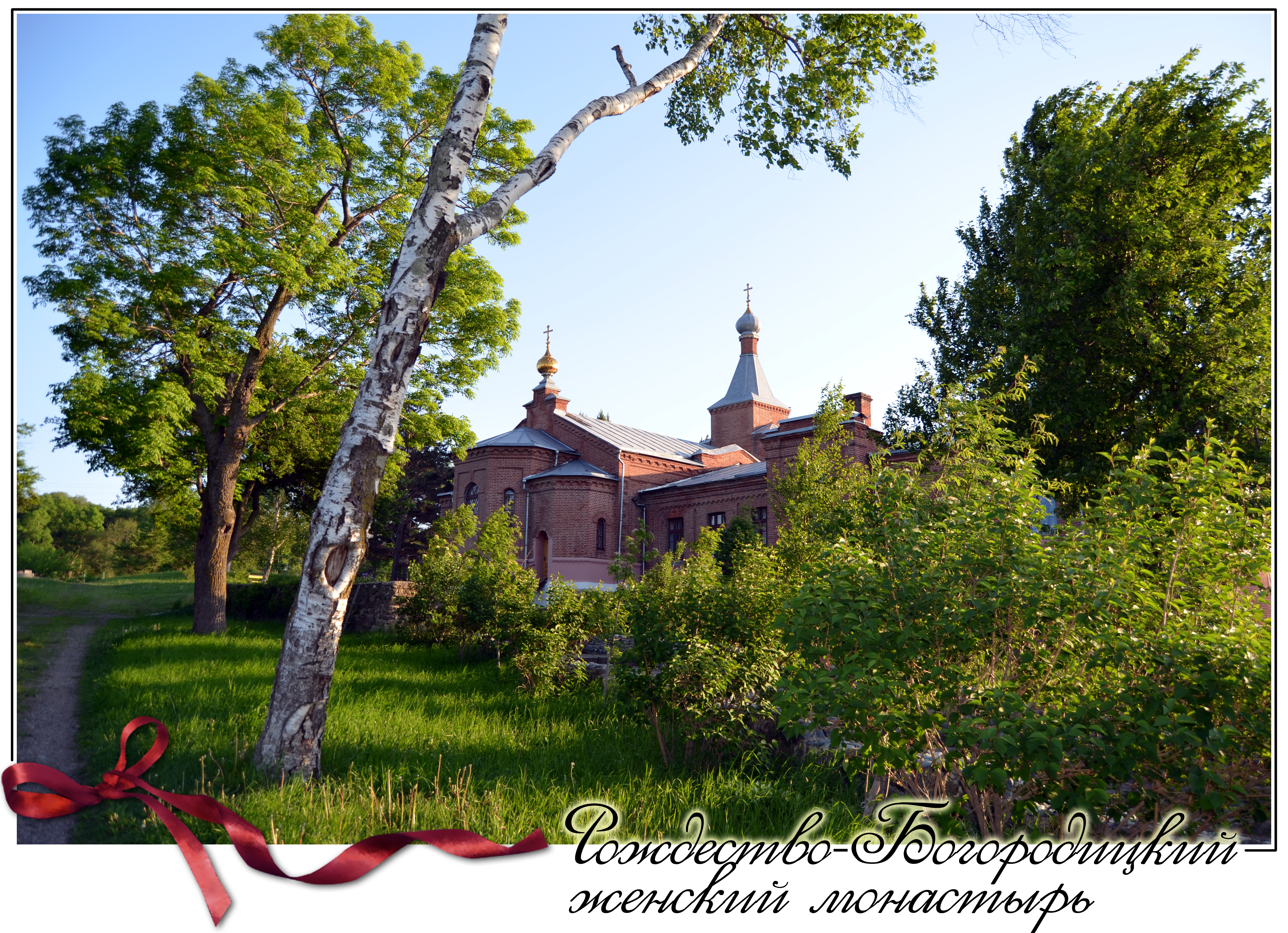
Южно-Уссурийский Рождество-Богородицкий женский монастырь.

## Население
| 1915 | 2002 | 2010 |
| ---- | ---- | ---- |
| 558  | ↘159 | ↘152 |

## Улицы
| - ул. Весенняя, - ул. Заречная, - ул. Лесная, - ул. Монастырская, | - ул. Первомайская, - пер. Степной, - ул. Центральная, - ул. Школьная. |

## Инфраструктура
Сельскохозяйственные предприятия Уссурийского городского округа.
В селе находится Богородице-Рождественский женский монастырь.